# Luigi Strozzi
Luigi Strozzi, dit l'abbé Strozzi, né le 18 mars 1632 à Florence et mort le 22 décembre 1700, est un ecclésiastique italien du XVIIe siècle, qui était établi à Florence, où il était résident de France auprès du grand-duc de Toscane. Il appartenait à l'une des plus grandes familles de la ville. Il a été le correspondant de Mazarin, de Colbert, de Louvois, et a facilité les relations artistiques entre la Toscane, et plus généralement l'Italie, et la France.

## Biographie
Luigi Strozzi est le fils de Carlo Strozzi (1587-1671), sénateur de Florence, personnage érudit qui constitua une importante bibliothèque et rédigea plusieurs ouvrages historiques et qui est surtout connu pour avoir recueilli les Carte Strozziane, documents de grand intérêt historique conservés aux archives de la ville de Florence.
Il procura à ses correspondants français des œuvres et objets d'art italiens ; il accueillait et guidait les Français de marque de passage à Florence. Il prononça en 1666 devant Ferdinand II de Médicis l'éloge funèbre d'Anne d'Autriche.
Il devint chanoine en 1670 et archidiacre du chapitre en 1683. Il faisait partie de l'Accademia della Crusca.